# David Mackenzie
David Mackenzie (Corbridge, 10 de maio de 1966) é um cineasta escocês. Fundador da produtora executiva Sigma Films, já produziu nove filmes em longa-metragem, de repercussão internacional, como Young Adam, Perfect Sense e Hell or High Water.

## Filmografia
- The Last Great Wilderness (2002)
- Young Adam (2003)
- Asylum (2005)
- Hallam Foe (2007)
- Spread (2009)
- Perfect Sense (2011)
- You Instead (2011)
- Starred Up (2013)
- Hell or High Water (2016)